# Haus Woll
Das Haus Woll ist ein historisches Gebäude in der namibischen Kleinstadt Karibib in der Region Erongo. Es ist seit dem 15. Mai 1986 ein Nationales Denkmal Namibias.
Das Haus wurde aus Granitsteinen und lokalem Marmor um 1900 errichtet. Das Dach besteht aus Wellblech. Es wird (Stand April 2020) als Wohn- und Geschäftsgebäude genutzt und bildet mit anderen historischen Gebäuden ein Bauensemble an der Hauptstraße in Karibib. Es ist nach seinem Bauherren Georg Woll benannt.